# Goljek
Goljek je naselje v občini Trebnje.
Goljek je razložena vasica jugovzhodno od Čateža pod gorico Sejenice (458 m). K naselju pripadajo tudi zaselki Gerovšek, Hrib in Jelša, na pobočjih med njimi pa uspevajo vinogradi. Večje primerno območje za kmetijstvo se nahaja na Glavačevem hribu, glavna pridelka pa sta krompir in koruza. V dolinah ob Vejarju in Mirni so travniki, na osojah v hribovitem svetu gozdovi s prevlado bukve in kostanja, v bližini vasi pa je tudi več studencev: Prdljivec, Gluščev studenec in Golješki studenec. V vasi je bila najdena neolitska sekira, jugovzhodno od nje pa je premogovna žila, kjer so pred prvo svetovno vojno kopali premog.